# Biały Zdrój (Drawsko)
Pour l’article homonyme, voir Biały Zdrój (Świdwin).
Biały Zdrój est une localité polonaise de la gmina mixte de Kalisz Pomorski, située dans le powiat de Drawsko en voïvodie de Poméranie-Occidentale. Elle se trouve à environ 29 km au sud de la ville de Drawsko Pomorskie et 89 km à l'est de Szczecin, la capitale régionale. 

## Géographie

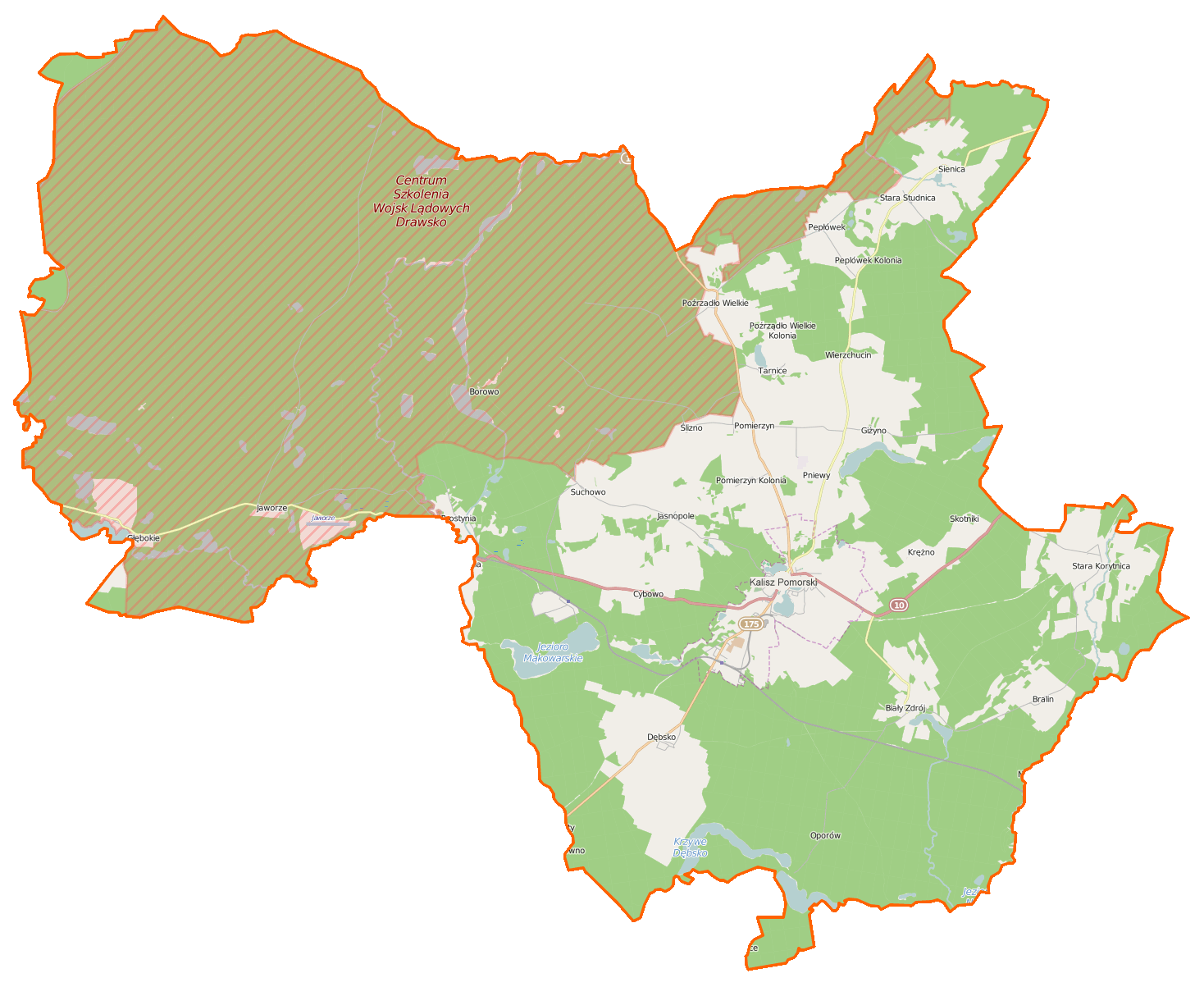
Carte de la gmina de Kalisz Pomorski.

## Histoire
De 1816 à 1945, Balster fait partie de l'arrondissement de Dramburg dans le district de Köslin au sein de la province de Poméranie.